# Marie van Goethem
Marie Geneviève van Goethem, Goetham of Goeuthen (Parijs, 7 juni 1865 - datum en plaats van overlijden onbekend, na 1922) was een Franse balletstudente en danseres bij het Parijse Operaballet. Ze stond model voor Edgar Degas' beeld La Petite Danseuse de Quatorze Ans ("Het danseresje van veertien jaar").

## Biografie

### Jonge jaren
Marie werd geboren als dochter van een wasvrouw en een kleermaker die begin jaren 1860 vanuit België naar Parijs kwamen. Ze werd geboren in 1865 in het 9e arrondissement van Parijs. Marie's oudste zus, Antoinette, werd in 1861 in Brussel geboren. Een tweede oudere zus, ook met de naam Marie, stierf achttien dagen na haar geboorte in 1864. Marie's jongere zus, Louise Joséphine, nam de naam Charlotte aan en leefde in Parijs van 1870 tot 1945. De vader overleed ergens tussen 1870 en 1880, waardoor mevrouw van Goethem haar drie dochters moest onderhouden met het inkomen van een wasvrouw.
In 1865, het jaar waarin Marie werd geboren, verhuisde het gezin naar een stenen flatgebouw aan de Rue Notre-Dame de Lorette, Place Bréda genoemd, vlak bij het atelier van Degas aan de Rue Saint-Georges. De wijk Bréda was een van de armste en meest smerige prostitutiegebieden van de stad. In 1880, nadat ze vaak van verblijfplaats waren veranderd (een indicatie van het onvermogen om de huur op tijd te betalen), vestigde het gezin zich in de Rue de Douai aan de lagere hellingen van Montmartre. Dit was een paar straten verwijderd van het atelier van Degas, dat zich toen in de Rue Fontaine bevond.
In 1878 werden Marie en Charlotte toegelaten tot de dansschool van de Parijse Opera, waar Antoinette als figurante werkte. In 1880 slaagde Marie voor het toelatingsexamen van het corps de ballet van het Parijse Operaballet. Ze debuteerde in het ballet La Korrigane.
In die tijd verwachtte men van jonge balletdanseressen dat ze seksuele gunsten verleenden aan de mannelijke mecenassen die backstage kwamen om de meisjes te zien oefenen. Voor Marie leidde dit waarschijnlijk tot prostitutie in haar latere leven.

### Marie en Edgar Degas
Tussen 1878 en 1881 tekende, schilderde en beeldhouwde Edgar Degas Marie als model in kunstwerken zoals Danseres met waaier, Dansles, Danseres rustend, talrijke voorbereidende schetsen en voor het beroemdste werk: Danseresje van veertien jaar. Degas woonde regelmatig balletvorstellingen bij in de Parijse Opera en hij observeerde vaak danslessen in de dansschool. Door te poseren verdiende Marie waarschijnlijk zo'n vier tot vijf francs per sessie van vier uur.
Toen  het beeld La Petite Danseuse de Quatorze Ans werd gepresenteerd in 1881 bij de Zesde tentoonstelling van de impressionisten in Parijs, kreeg het gemengde kritieken. Hoewel sommige critici het werk prezen als “de enige echt moderne poging” tot beeldhouwen, was de meerderheid van hen geschokt door het werk. Ze vergeleken de danseres met een aap en een Azteek en noemden haar “een bloem van vroegrijpe verdorvenheid” met “een gezicht getekend door de hatelijke belofte van elke ondeugd” en “dat de tekenen draagt van een diep afschuwelijk karakter”. Ze zag eruit als een medisch monster, oordeelden ze; deels omdat Degas de sculptuur tentoonstelde in een glazen kast.

### Latere jaren
In het jaar volgend op de tentoonstelling van het beeld, eindigde Marie's danscarrière als gevolg van haar vele verzuim tijdens de danslessen. Een artikel in L'Evénement, dat twee maanden voor haar ontslag verscheen, meldde: "Juffrouw van Goeuthen - vijftien jaar oud, heeft een oudere zus die figurant is bij de Opera en een jongere zus in de Opera dansschool - bijgevolg bezoekt ze de Brasserie des Martyrs en de Rat Mort". Geen van beide gelegenheden werd als geschikte plaats beschouwd voor een jong meisje. 
Er is geen spoor van Marie's verdere leven of dood gevonden. Haar oudere zus, Antoinette belandde, vlak voor Marie's ontslag, in de gevangenis voor het stelen van 700 francs van een waard in een taverne. Charlotte, haar jongere zus, werd danseres met enig aanzien en later lerares aan de dansschool van het Ballet van de Opera van Parijs. Ze voltooide er een carrière van drieënvijftig jaar.

## Marie van Goethem in fictie, kunst en documentaire
De roman The painted girls van Cathy Marie Buchanan, uitgegeven in 2013, brengt een fictief verslag van het leven van Marie van Goethem, evenals de jeugdroman Mary, dancing van Carolyn Meyer, Dancing for Degas van Catheryn Wagner en het kinderprentenboek Degas and the Little Dancer van Laurence Anholt. Het non-fictiewerk van Camille Laurens uit 2017 La petite danseuse de quatorze ans bespreekt de danseres, de kunstenaar, het werk en het onthaal daarvan.
De BBC produceerde in 2004 de documentaire The Private Life of a Masterpiece Little Dancer Aged Fourteen. Deze ging uitgebreid in op het beeldhouwwerk La Petite Danseuse de Quatorze Ans, de omstandigheden van Marie's leven en de kritische reacties op het beeld.
In 2014 ging in het Eisenhower Theater van het John F. Kennedy Center for the Performing Arts te Washington D.C., de musical Marie, Dancing Still in wereldpremière, een fictieve versie van Marie's leven. Deze musical was een productie van Stephen Flaherty (muziek) en Lynn Ahrens (boek en tekst). De regie en choreografie] was in handen van Susan Stroman. In 2018 volgde een herziene productie, eveneens geregisseerd door Stroman. De uitvoering ervan vond plaats in het 5th Avenue Theatre te Seattle.

## Bron
- Dit artikel of een eerdere versie ervan is een (gedeeltelijke) vertaling van het artikel Marie van Goethem op de Engelstalige Wikipedia, dat onder de licentie Creative Commons Naamsvermelding/Gelijk delen valt. Zie de bewerkingsgeschiedenis aldaar.

- Bibliothèque nationale de France: cb177907275 (data)
- International Standard Name Identifier: 0000 0000 5674 5299
- Library of Congress Control Number: n2017063165
- Nationale Bibliotheek van Tsjechië: js20061020004
- Nationale Bibliotheek van Israël: 987011910640705171
- Virtual International Authority File: 84255118
- WorldCat: E39PBJwHkGJcr4bTw9PydrbPQq